# Surendran Nair
Pour les articles homonymes, voir Nair.
Surendran Nair (né en 1956) est un artiste indien qui travaille l'aquarelle, la gravure et les huiles et ses œuvres s'inspirent du surréalisme et du symbolisme,.

## Biographie

### Formation
Nair est né dans l'État du Kerala, dans le sud de l'Inde, où il obtient un diplôme en peinture au lycée des beaux-arts de Trivandrum (en). Plus tard, il poursuit des travaux de troisième cycle à la Faculté des beaux-arts, MSU, Baroda, obtenant un diplôme en gravure.

### Carrière
Surendran Nair travaille dans un style réaliste au cours des années 1980, créant à la fois des dessins à l'encre, ainsi que des gravures et des lithographies. Ses œuvres de ces années sont principalement des portraits. Dans les années 1990, Nair travaille de plus en plus avec l'huile sur toile, commençant sa longue préoccupation pour les mythologies corollaires qui s'inspirent d'anciennes allégories réinventées en fables modernes.
Vers la fin des années 1990, Nair crée un portfolio d'estampes colorées à la main intitulé Le labyrinthe de l'éternel délice. L'imagerie de ces gravures possède des parallèles avec les œuvres de l'artiste italien Francesco Clemente, mais est en fait une conséquence directe des Mythologies corollaires de Nair.
L'artiste se fait connaître non seulement pour ses peintures, mais aussi pour ses titres fantaisistes et absurdement longs, tels que Ce soir, je viens vous rendre visite dans votre rêve et personne ne me verra et ne me questionnera ou Soyez sûr de laisser votre porte déverrouillée, Cockoonebulopolis, 2002. Cette série, Cuckoonebulopolis, est la principale réalisation de l'artiste dans la première décennie du XXIe siècle.
Nair devient célèbre en Inde en 2000 pour sa peinture Un acteur répétant le monologue intérieur d'Icare qui représente un homme nu avec des ailes attachées debout au sommet de la colonne Ashoka. Un tollé se crée lorsque les groupes nationalistes de droite décident que cette peinture devrait être rejetée d'une exposition à la National Gallery of Modern Art de New Delhi au motif qu'elle est irrévérencieuse envers un symbole national. Nair procède au retrait de lui-même et de toutes ses peintures lors d'une manifestation soutenue par la communauté artistique et culturelle indienne.

## Collections
Les œuvres de Surendran Nair peuvent être trouvées dans des collections du musée des arts asiatiques de Fukuoka, la galerie d'art du Queensland, la galerie nationale d'Australie et la galerie nationale d'art moderne de New Delhi.

## Grandes expositions
Troisième triennale d'art contemporain Asie-Pacifique (APT3), Queensland Art Gallery, Brisbane, Australie (1999).